# کارشناسی خودرو
کارشناسی خودرو به بررسی کامل خودرو از نظر بدنه، فنی و موتور به منظور تعیین میزان سلامت خودرو و ارزش واقعی آن گفته می‌شود. بسیاری از افرادی که به دنبال خرید خودروی دست دوم یا حتی صفر هستند برای اطمینان از سلامت خودرو نیازمند استفاده از کارشناسی تخصصی خودرو هستند. این مقوله با معاینه فنی خودرو متفاوت است. چون در معاینه فنی ارزش واقعی خودرو تعیین نمی‌شود. کارشناس فردی است که در تمامی قسمت‌های خودرو سررشته کلی در زمینه موتوری گیربکسی رنگ و بدنه، جلوبندی… دارد.

## ضرورت استفاده از کارشناسی خودرو

### آمار خودرو در ایران
تولید و واردات خودرو در ایران با رشد چشمگیری روبرو شده‌است. در سال ۲۰۱۴ در بین کشورهای خودروساز جهان، ایران رتبه هجدهم را به خود اختصاص داد. چین با تولید ۲۳میلیون و ۷۲۲هزار دستگاه بزرگترین خودروساز جهان در این سال بوده‌است و آمریکا با ۱۱ میلیون و ۶۶۰ هزار دستگاه در رتبه دوم و ژاپن با ۹ هزار و ۷۷۴ هزار دستگاه در رتبه سوم قرار گرفته‌اند
همچنین بنا به ادعای عباس آخوندی وزیر راه و شهرسازی در زمان پیروزی انقلاب یک میلیون و ۲۰۰ هزار خودرو وجود داشته‌است که الان به ۱۷ میلیون خودرو رسیده و پیش‌بینی شده‌است در دو دهه آینده تعداد خودروها به ۵۰ میلیون دستگاه برسد
علاوه بر افزایش آمار تولید خودرو، واردات انواع خودروهای خارجی به ایران هم با رشد چشمگیری روبرو شده‌است. در سال ۹۳ تعداد ۱۰۲ هزار دستگاه خودرو به ارزش ۲ میلیارد و ۱۲۸ میلیون دلار به کشور وارد شد که این رقم در مقایسه با سال ۹۲ از لحاظ تعداد ۳۱ درصد و از لحاظ ارزش ۳۰ درصد رشد داشته‌است

### دلایل نیاز به کارشناسی خودرو
لارن فیکس از منتقدان بزرگ خودرو می‌گوید: خرید خودروی دست دوم بدون مشورت در مورد صحت و سلامت خودرو با یک فرد متخصص می‌تواند ضررهای مالی زیادی برای شما داشته باشد. ممکن است خودرویی که قصد خرید آن را دارید از لحاظ ظاهری بسیار مناسب به نظر برسد اما ایرادهای فنی داشته باشد که از نظر شما پنهان بماند. برای مثال بسیاری از افراد ممکن است کیلومترشمار خودرو را دستکاری کنند تا میزان مسافت طی شده کمتری را نشان دهند. به کمک یک تعمیرکار ماهر و متخصص خودرو می‌توانید قبل از خرید از ایرادات فنی و احتمالی خودرو و هزینه‌های احتمالی در آینده باخبر شده و انتخاب راحت‌تری داشته باشید.
خرید خودروی دست دوم بدون اطمینان از سلامت خودرو می‌تواند منجر به ضررهای جبران ناپذیری برای خریداران شود. بسیاری از خودروهای موجود در بازار از نظر ظاهر بسیار مناسب به نظر می‌رسند اما با یک بررسی تخصصی ایرادات فنی آن‌ها مشخص می‌شود. علاوه بر این کیلومتر تعداد قابل توجهی از این خودروهای دست دوم توسط صاحبان آن‌ها دستکاری شده‌است. در برخی موارد این دستکاری به قدری دقیق است که تنها یک متخصص می‌تواند آن را تشخیص دهد. ما در کشوری زندگی می‌کنیم که درآن، صنعت تعمیر و بازسازی خودرو پیشرفت چشمگیری داشته و اشخاصی که در این حوزه مشغول به کار هستند بسیار متبحر هستند. به‌طور مثال در بازار ایران یک خودرو بدون رنگ که از چند ناحیه نیز آسیب دیده باشد ارزش بیشتری نسبت به یک خودروی رنگ شده دارد زیرا میزان آسیب خودرو قابل روئیت است. خودرویی که در یک تصادف، بدنه آن دچار مشکل یا تغییر شکل شده‌است، دیگر از ایمنی و استحکام اولیه برخوردار نیست مگر اینکه بخش معیوب به‌طور کامل تعویض، نه تعمیر گردد. همه این موارد نیاز به استفاده از کارشناسی خودرو قبل از خرید را اثبات می‌کند.

## بخش‌های مختلف کارشناسی خودرو
کارشناسی خودرو شامل بخش‌های متعددی می‌شود که در ادامه به تفصیل شرح داده می‌شوند.

## ۱- کارشناسی بدنه
کارشناسی بدنه خودرو یکی از اساسی‌ترین و مهم‌ترین بخش‌های کارشناسی خودرو به‌شمار می‌رود؛ چرا که هرگونه خوردگی، تغییر شکل یا دفرمه شدن، رنگ شدگی، تعویض یا زنگ زدگی در قطعات، در تعیین قیمت خودرو تأثیر چشمگیری دارد. خودرویی که در یک تصادف، بدنه آن دچار مشکل یا تغییر شکل شده‌است، دیگر از ایمنی و استحکام اولیه برخوردار نیست مگر اینکه بخش معیوب به‌طور کامل تعویض، نه تعمیر گردد. کارشناسی بدنه خودرو خود شامل سه بخش می‌شود:
۱–۱ بررسی شاسی و ستون‌های خودرو
۱–۲ بررسی رنگ شدگی بدنه خودرو
۱–۳ بررسی تعویض قطعات بدنه خودرو

### ۱–۱- کارشناسی شاسی و ستون‌ها
شاسی مهم‌ترین و اصلی‌ترین بخش بدنه یک خودرو است که شما معمولاً آن را نمی‌بینید. هرگونه آسیب دیدگی در این بخش باید شما را از خرید خودرو منصرف نماید. کارشناسی این بخش به دلیل حساسیت بالا باید حتماً توسط کارشناسان مجرب انجام پذیرد و هیچگاه خود یا بستگان ناآشنا با شاسی، مبادرت به کارشناسی این بخش نکنید.
ستون‌های خودرو از دیگر بخش‌های اصلی می‌باشد که محل اتصال ضعیف‌ترین قسمت بدنه، یعنی سقف، به تنه اصلی خودرو به‌شمار می‌روند. اهمیت کارشناسی ستون‌ها به دلیل موقعیت حساس آن‌ها است. با کمی دقت متوجه خواهید شد که محل قرارگیری ستون‌ها و سر سرنشینان در یک راستا قرار دارند. در دهه اخیر نیز شرکت‌های سازنده خودرو از ایربگ‌های پرده‌ای در ستون‌ها بمنظور بالا بردن ضریب امنیت سرنشینان استفاده نموده‌اند.

### ۲–۱- کارشناسی رنگ شدگی بدنه
یکی از مهم‌ترین بخش‌هایی که صلاحیت یک کارشناس خبره را نشان می‌دهد کارشناسی بدنه خودرو است. دلیل این حساسیت و پیچیدگی را می‌توان در کار فوق‌العاده عالی تعدادی صافکار و نقاش حرفه‌ای بر روی خودروها دانست. شاید شما هم تا به حال به این مورد برخورد کرده باشید که برخی از صافکارها و نقاش‌های ماهر، خودرو را به گونه‌ای بازسازی می‌نمایند که غیر از خود مالک خودرو، هیچ فردی دیگری قادر به تشخیص تغییرات صورت گرفته نمی‌باشد. این موضوع موجب شده تا کارشناسان خودرو، پابه پای صافکارها و نقاشان، در این عرصه پیشرفت کنند و علاوه بر بهره‌گیری از تجربه، به تجهیزات و علم روز نیز در این حوزه مجهز شوند.
البته باید گفت که این تمام کار نیست؛ کارشناسی بدنه از پیچیدگی‌های خاصی برخوردار است. نقاط دور از دسترس، نقاطی که توسط کاورها و لایه‌های پلاستیکی توسط شرکت سازنده پوشانده شده‌است، قطعاتی که در زیر خودرو قرار دارند، نقاطی که دائماً تحت تأثیر شرایط جوی قرار گرفته‌اند و مواردی از این قبیل همه و همه باید در بخش کارشناسی بدنه مورد بررسی قرار گیرند.

### ۳–۱- بررسی تعویض قطعات بدنه خودرو
اگر میزان خسارت و ضربه وارده به یک قسمت از ماشین بیش از حد باشد باید آن قسمت را تعویض نمود که البته این موضوع، با کاهش شدید قیمت خودرو نیز همراه است.
تعویض قطعات بدنه خودرو در کشورهای اروپایی بر خلاف ایران یک امر بدیهی و مرسوم تلقی می‌شود، چرا که قطعه تعویض شده از سلامت و استحکام بیشتری نسبت به قطعه تعمیر شده برخوردار خواهد بود. تشخیص قطعه تعویضی نیز مشکل است، زیرا که گاهی این قطعه از روی یک خودروی دیگر باز شده و از لحاظ کیفیت و نوع رنگ و حتی ضخامت پوشش رنگ (روش تشخیص با تست رنگ دیجیتال)، کاملاً با قطعه قبلی برابری می‌کند و تجربه و شگرد کارشناس است که در اینجا شما را از خرید یک خودروی به ظاهر بدون رنگ منصرف می‌کند.

## ۲- کارشناسی فنی، موتور و گیربکس
یکی دیگر از سخت‌ترین بخش‌های کارشناسی مربوط به کارشناسی بخش فنی خودرو می‌باشد. کارشناسی این قسمت مستلزم داشتن دانش فنی حوزه مکانیکی خودرو و آشنایی کامل از قطعات بکار رفته در موتور می‌باشد. کارشناس در این بخش باید علاوه بر کنترل خودرو نسبت به هر گونه صدا یا لرزش غیرطبیعی خودرو دقت مضاعف داشته باشد تا بتواند مشکلات فنی را برای خریدار بازگو کند. در خودروهای پیشرفته توسط دستگاه دیاگ می‌توان تا حدودی به مشکلات فنی یک خودرو پی برد، اما این یک تصور غلط می‌باشد که تست دیاگ تمامی عیوب فنی خودرو را مشخص می‌نماید. در حالیکه میزان حاد بودن بسیاری از مشکلات فنی خودرو تنها توسط تست رانندگی تعیین می‌شود.
کارشناسی فنی و موتور از چهار قسمت اصلی تشکیل شده‌است که عبارتند از:
۱–۲- کارشناسی موتور
۲–۲- کارشناسی گیربکس
۳–۲- کارشناسی جلوبندی
۴–۲- تست دیاگ

### ۱–۲- کارشناسی موتور
موتور، قلب تپنده و اصلی‌ترین بخش یک خودرو بحساب می‌آید. به همین سبب بررسی و کارشناسی این بخش بسیار حساس و ارزشمند است. توجه داشته باشید که یک موتور آرام، بیصدا و بدون لرزش هم نیاز به کارشناسی دقیق دارد.
مشکل روغن سوزی، دفرمه شدن رینگ، پیستون و مواردی از این قبیل که نیاز به تعمیر اساسی موتور و هزینه‌های گزاف آنچنانی دارد را می‌توان با استفاده از ترفندهایی برای زمانی محدود برطرف نمود که این اتفاق معمولاً در هنگام فروش خودرو توسط بعضی افراد اتفاق می‌افتد. اگر شما چنین خودرویی را بدون کارشناسی خریداری نمودید، باید بدانید که متحمل ضرر هنگفتی شده‌اید، زیرا یک کارشناس خبره تا قادر به تشخیص موارد کلاهبرداری در بخش فنی خودرو است.

### ۲–۲- کارشناسی گیربکس
انتقال قدرت تولید شده توسط موتور از طریق سیستم کلاچ و گیربکس به چرخ‌ها صورت می‌گیرد. عدم کارکرد صحیح این بخش، در بالا رفتن مصرف سوخت و هزینه‌های جاری خودرو سهم بسزایی دارد. در خودروهای دنده اتومات روز دنیا سیستم گیربکس و توربو بسیار پیچیده و دارای حسگرهای هیدرولیکی و مکانیکی گران‌قیمت بوده و کارشناسی آن نیاز به دقت، تجربه و تجهیزات مناسب دارد. کارشناس در این بخش باید گیربکس را در تمامی حالات اتومات و دستی مورد بررسی قرار داده و از صحت کارکرد آن اطمینان حاصل کند. زدن ضربه در تعویض دنده پژو ۲۰۶ اتوماتیک، لزوماً همان معنایی را نمی‌دهد که همین ضربه در کیا اسپورتیج ۲۰۱۴ مشاهد شود. تفاوت این ضربه را فقط کارشناس می‌تواند تشخیص دهد می‌داند.

### ۳–۲- تست دیاگ
امروزه در خودروها از کامپیوترهای صنعتی به نام ECU استفاده می‌شود. این تجهیزات علاوه بر کنترل بخش‌های مختلف خودرو مانند جعبه سیاه نیز عمل می‌کنند. اطلاعاتی چون میزان مسافت پیموده شده، عمل کردن سنسور ضربه، باز شدن کیسه‌های هوا، تعمیرات اساسی موتور، میزان مصرف سوخت و هزاران مورد دیگر بسته به نوع خودرو در ECU ثبت می‌گردد. این اطلاعات توسط دستگاهی بنام دیاگ قابل خواندن و ویرایش نمودن است. در این قسمت کافیست کارشناس دستگاه دیاگ را به خودرو متصل نموده و پارامترهای مهم را بررسی و با تنظیمات اصلی کارخانه تطبیق دهد. توجه داشته باشید که هر شرکت سازنده خودرو فقط دستگاه دیاگ شرکت خود را پیشنهاد می‌کند. البته اگر به صورت واقعی بررسی نماییم باید گفت، دستگاه دیاگ بیش از آنکه در تشخیص عیوب موتوری به کار بیاید، در تشخیص سلامت کیسه‌های هوا و سیستم ایمنی خودرو نظیر ترمزها، دارای کاربردی حیاتی می‌باشد. در سیستم خودروهای جدید یه واسط میانی با نام EDR اضافه گردیده که تمامی رخدادهای خودرو و آپدیت‌های ضروری در این سیستم ثبت و قابل بررسی و حل می‌باشد. که این عمل توسط مهندسین خودرو که دارای Certificate رسمی از کارخانه سازنده می‌باشند و با اتصال به سرور کارخانه سازنده قابل آپدیت و رفع عیب می‌باشد.

## ۳- تست آپشن و تجهیزات جانبی
کارشناسی این بخش کاملاً به نوع و تجهیزات بکار رفته در آن بستگی دارد. همان‌طور که در ابتدا به آن اشاره شد پیشرفت تکنولوژی صنعت خودرو از سرعت بالایی برخوردار است. هر روز یک خودرو با تکنولوژی خاص توسط یکی از سازندگان به بازار جهانی ارائه می‌شود.
در خودروهای بالای ۱۰۰ میلیون تومان آپشن‌ها و تجهیزات جانبی درصد بالایی از قیمت یک خودرو را رقم می‌زنند که این امر در تعیین قیمت خودروی دست دوم نیز تأثیر چشمگیری دارد. باور این نکته شاید سخت باشد که کار نکردن گرمکن شیشه عقب در یک خودروی سوناتا، می‌تواند خریدار را از خرید چنین خودرویی منصرف نماید. شما هم اگر اهمیت عملکرد آپشن‌هایی نظیر سنسور و دوربین دنده عقب، سیستم سرمایش و گرمایش، آینه بغل برقی، قفل مرکزی، سنسور باران، سانروف، گرمکن و سردکن صندلی، کمربند ایمنی، چراغ مه‌شکن، پروژکتور و … را بررسی نمایید متوجه خواهید شد که حاضر نیستید صاحب خودرویی شوید که حتی یکی از آپشن‌های آن به درستی کار نمی‌کند.
تعداد زیاد آپشن‌ها و تجهیزات باعث شده تا تست تمام آن‌ها از حوصله خیلی از کارشناسان خارج باشد. تست بعضی از این آپشن‌ها به‌طور مثال کیسه هوا بدون تجهیزات حرفه‌ای برای هیچ کارشناسی قابل انجام نیست. دستگاه‌های دیاگ پیشرفته این امکان را به کارشناسان خودرو می‌دهند تا در زمانی کوتاه تمام آپشن‌های داخلی و خارجی یک خودروی پیشرفته را تست کرده و از صحت عملکرد آن نیز مطلع شوند. ذکر این نکته قابل توجه است که خیلی از کارشناسان خودرو، آپشن‌ها را به صورت دستی تست می‌کنند اما وقتی یک آپشن توسط دستگاه دیاگ چک شود تمام بخش‌های اصلی و فرعی اعم از سیم کشی‌ها، کلیدها، سنسورها، پردازنده‌ها، عملگرها و تمامی تجهیزات درگیر با آن مورد بررسی قرار می‌گیرند و اگر هرکدام از آن‌ها دچار نقص فنی باشند کارشناس متوجه مشکل سیستم خواهد شد.

## ۴- تست رانندگی
تست رانندگی یکی از حساس‌ترین قسمت‌های کارشناسی یک خودرو است.
Drive Test یا همان تست رانندگی بازگوکننده میزان سلامت نسبی خودرو می‌باشد. کارشناس در این قسمت باید در حین رانندگی تمام مواردی که در تست دیاگ دارای مشکل بوده‌اند را نیز بررسی نماید.
در تست رانندگی مواردی از قبیل شتاب خودرو، عملکرد ترمزها، سیستم تعلیق، سیستم هیدرولیک فرمان، سیستم گیربکس در حالت دستی و اتومات، میزان بودن فرمان و ده‌ها نکته دیگر مورد بررسی قرار می‌گیرند. بعبارت دیگر می-توان گفت تست رانندگی اصلی‌ترین بخش کارشناسی فنی هر خورویی است.

## کارشناسی خودرو در ایران
متخصصان صنعت خودرو معتقدند بازار خرید و فروش خودروهای نو و دست دوم در ایران رونق گرفته‌است. طبق آمار تحلیل گران افراد معمولاً هر پنج تا هشت سال یک بار اقدام به تعویض و خرید خودرو می‌کنند.
علی‌رغم رقم بالای خرید و فروش روزانه خودرو در ایران، بحث کارشناسی تخصصی خودرو از اهمیت کمتری برخوردار بوده‌است. طبق گزارش یک شرکت فعال در زمینه آمار خرید و فروش خودرو ۳۰ الی ۴۰ درصد افرادی که اقدام به خرید یک خودرو جدید می‌کنند قبل از خرید خودرو را تست نمی‌کنند. هرچند طی سال‌های اخیر به دلیل افزایش آگاهی و همچنین مواجه شدن با ضررهای قابل توجه این مقوله نیز مورد توجه خاص قرار گرفته‌است.
در ایران بسیاری از افرادی که به دنبال خرید خودروی دست دوم هستند به چند روش عمل می‌کنند. دسته اول از یک تعمیرکار آشنا یا مورد اعتماد درخواست می‌کنند که در محل خرید خودرو به بررسی خودرو بپردازد. دسته دوم با اجازه فروشنده، به منظور بررسی خودرو را به محل یک تعمیرگاه می‌برند. هر کدام از این روش‌ها مزایا و معایبی دارد. برای حصول اطمینان از کارشناسان خودرو راهنمایی بگیرید. در بسیاری از موارد نداشتن تعمیرکار آشنا و مورد اعتماد یا عدم همکاری فروشنده برای مراجعه به تعمیرگاه، خریداران را با مشکلات مختلفی روبرو می‌کند.
دسته دیگری از افراد هم از کارشناسان سیار با مدرک معتبر و رسمی استفاده می‌کنند.